# Acolastus granulatus
Acolastus granulatus es un coleóptero de la familia Chrysomelidae.
Fue descrita científicamente por primera vez en 1994 por Berti & Doguet.